# Danielopolina (Humphreysella) exuma
Danielopolina (Humphreysella) exuma is een mosselkreeftjessoort uit de familie van de Thaumatocyprididae. De wetenschappelijke naam van de soort is voor het eerst geldig gepubliceerd in 1998 door Kornicker & Iliffe.